# قائمة الأفلام المصرية سنة 1964
هذه قائمة بالأفلام المصرية لسنة 1964 مرتبة أبجديا

## 1964
- العريس يصل غدا
- زوج في إجازة
- الجاسوس
- أمير الدهاء
- أدهم الشرقاوي
- اعترافات زوج
- العزاب الثلاثة
- بين القصرين
- للرجال فقط
- هارب من الزواج
- ألف ليلة وليلة
- هارب من الحياة
- الرسالة الأخيرة